# 細川兼充
細川 兼充（ほそかわ かねあつ）は、江戸時代の武士。細川六位蔵人家出身。有栖川宮の諸大夫。

## 概要
元禄12年（1699年）12月6日に生まれた。『地下家伝』によると、有栖川宮（個人名は不明）によって細川常成の跡を継いだという。
明和3年（1766年）10月26日には侍として68歳で従六位下・大膳少進に叙任されているが、翌年の9月24日には辞官して位記を返上している。また同時に諸大夫として正六位下・伊豆守に叙任された。明和6年（1769年）3月21日に70歳で死去した。